# Płożek obłączkowiaczek
Płożek obłączkowiaczek (Depressaria depressana) – gatunek motyli z rodziny Elachistidae i podrodziny Depressariinae. Zamieszkuje zachód palearktycznej Eurazji i Afrykę Północną. Gąsienice żerują na selerowatych.

## Taksonomia
Gatunek ten opisany został po raz pierwszy w 1775 roku przez Johana Christiana Fabriciusa pod nazwą Pyralis depressana. Jako lokalizację typową wskazano Szwecję.

## Morfologia

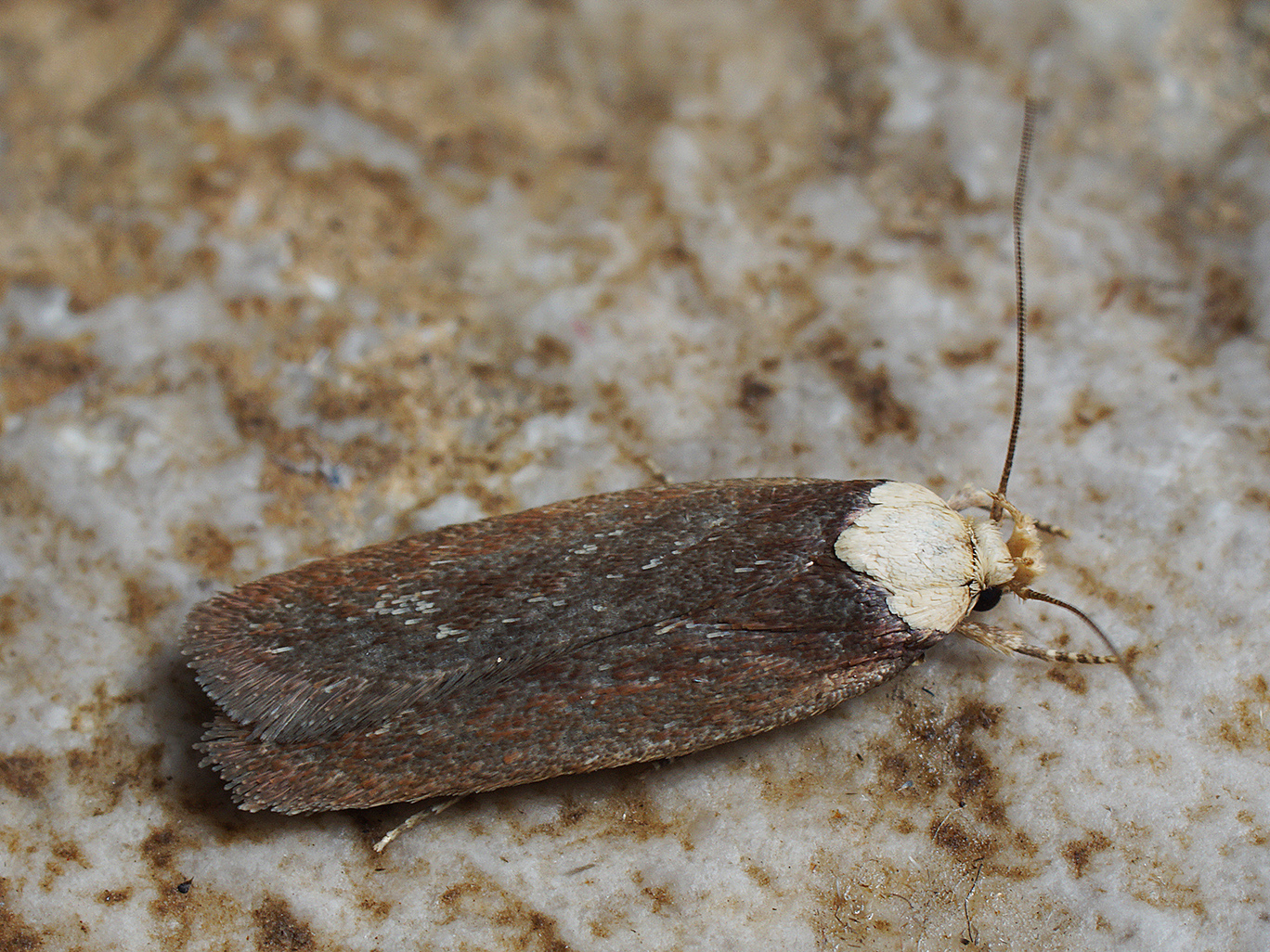
Imago w spoczynku

Motyl osiągający od 14 do 20 mm rozpiętości skrzydeł. Głowa ma jasne, żółtawe, silnie dogrzbietowo odgięte głaszczki wargowe. Ubarwienie tułowia jest żółtawe, jaśniejsze od przedniego skrzydła. Wierzch przedniego skrzydła ma tło czerwonobrunatne z odcieniem żółtawym, jaśniejsze niż u Depressaria pimpinellae, o czerwonawym polu przy krawędzi z roztartym brzegiem wewnętrznym. Na tle tym występuje czarna kropka na żyłce poprzecznej i formujące nieregularne plamy białe przyprószenie przy kącie wewnętrznym, brak jest natomiast ciemnego nakrapiania wzdłuż zewnętrznej krawędzi skrzydła. Barwa skrzydła tylnego jest szara, słabo rozjaśniona u nasady.
Genitalia samca mają krótki sakulus, uwsteczniony klawus, rozwinięty w formie niewielkiego haczyka klasper oraz długi, cienki, równomiernie zakrzywiony edeagus z długimi cierniami w liczbie od ośmiu do dziesięciu sztuk. Genitalia samicy odznaczają się rurowatą pochwą, powyginanym i dobrze zesklerotyzowanym przewodem torebki kopulacyjnej oraz małym i zaopatrzonym w podłużne żeberko jej znamieniem.
Gąsienica ma czarną głowę, a resztę ciała szarą z białymi brodawkami.

## Ekologia i występowanie

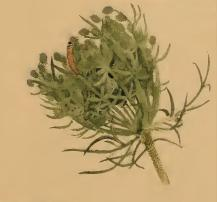
Baldach zasiedlony przez larwę

Gąsienice żerują w lipcu, sierpniu i początku września. Są oligofagicznymi fitofagami selerowatych. Najczęściej żerują na marchwi zwyczajnej i innych marchwiach, ale wśród ich roślin pokarmowych wymieniane są także barszcz zwyczajny, biedrzeniec mniejszy, fenkuł włoski, gorysz pagórkowy, koniopłoch łąkowy, oleśnik górski, pasternak zwyczajny, Prangos ferulacea, rzepnik bulwiasty i żebrzyca roczna. Odżywiają się kwiatami, ścieśniając uprzednio kwiatostan przez oplątanie go przędzą. Często w baldachu żerują gromadnie, przy czym pojedyncze gąsienice przebywają w rurkowatych oprzędach. W trakcie żerowania wewnątrz sprzędzonego kwiatostanu zbierają się odchody i uschnięte szczątki roślinne. Owady dorosłe nowego pokolenia zaczynają pojawiać się w sierpniu i stanowią stadium zimujące. Po przezimowaniu ich loty trwają od marca do maja.
Gatunek palearktyczny, w Europie znany jest z Portugalii, Hiszpanii, Wielkiej Brytanii, Francji, Belgii, Holandii, Niemiec, Szwajcarii, Austrii, Włoch, Danii, Szwecji, Norwegii, Finlandii, Estonii, Łotwy, Litwy, Polski, Czech, Słowacji, Węgier, Białorusi, Ukrainy, Rumunii, Słowenii, Chorwacji, Macedonii Północnej, Grecji i europejskiej części Rosji. W Azji podawany jest z Cypru, anatolijskiej części Turcji, syberyjskiej części Rosji, Izraela, Palestyny i Iranu. Ponadto wykazywany jest z Afryki Północnej.